# 寺澤晴男
寺澤 晴男（てらさわ はるお、1937年（昭和12年）9月10日 - ）は、日本の政治家である。東京都三宅村長を務めた。

## 経歴・人物
三宅島の三宅村に生まれる。國學院大學卒業後に東京都区部内の中学校教師として活動していた。その後は故郷に帰り軽食店の経営を経て、1980年（昭和55年）に三宅村議会議員として活動した。1984年（昭和59年）に開催された村長選挙にて当選し、同年11月28日に就任した。
就任以降は2期務め三宅島にてアメリカ陸軍の艦載機の離発着訓練による飛行場の建設計画がされていたが、1989年（平成元年）に非核平和宣言により反対運動のリーダーにあたった。1990年（平成2年）に辞任後は、2004年（平成16年）に再度村議会議員となった。

## 著書
- 『逗子・三宅からのメッセージ - てい談・市長と村長から熱い想いをこめて』（あけび書房、1989年）- 富野暉一郎、佐藤昌一郎との共著